# Ju-Jitsu ai Giochi mondiali 2022 - Sistema fighting 77 kg maschile
La gara di sistema fighting 77 kg maschile di ju-jitsu ai Giochi mondiali 2022 si è svolta il 15 luglio 2022 a Birmingham.

## Risultati

### Fase preliminare

#### Gruppo A
| Pos | Atleta               | G | W | L | PF | PA | PD  | Pts |
| --- | -------------------- | - | - | - | -- | -- | --- | --- |
| 1   | Simon Attenberger    | 2 | 2 | 0 | 15 | 5  | +10 | 4   |
| 2   | Angel Ochoa          | 2 | 1 | 1 | 5  | 15 | −10 | 2   |
| 3   | Bakhromjon Mashrapov | 2 | 0 | 2 | 0  | 0  | 0   | 0   |

#### Gruppo B
| Pos | Atleta         | G | W | L | PF | PA | PD  | Pts |
| --- | -------------- | - | - | - | -- | -- | --- | --- |
| 1   | Lucas Andersen | 2 | 2 | 0 | 14 | 0  | +14 | 4   |
| 2   | Boy Vogelzang  | 2 | 1 | 1 | 0  | 14 | −14 | 2   |
| 3   | Percy Kunsa    | 2 | 0 | 2 | 0  | 0  | 0   | 0   |

### Fase finale
|  | Semifinale        | Semifinale        | Semifinale     |                |                   | Finale            | Finale            | Finale            |  |
|  |                   |                   |                |                |                   |                   |                   |                   |  |
|  | Simon Attenberger | Simon Attenberger | 9              |                |                   |                   |                   |                   |  |
|  | Simon Attenberger | Simon Attenberger | 9              |                |                   |                   |                   |                   |  |
|  | Boy Vogelzang     | Boy Vogelzang     | 6              |                |                   |                   |                   |                   |  |
|  | Boy Vogelzang     | Boy Vogelzang     | 6              |                | Simon Attenberger | Simon Attenberger | 14                |                   |  |
|  |                   |                   |                |                | Simon Attenberger | Simon Attenberger | 14                |                   |  |
|  |                   |                   | Lucas Andersen | Lucas Andersen | 0                 |                   |                   |                   |  |
|  | Lucas Andersen    | Lucas Andersen    | Lucas Andersen | Lucas Andersen | 0                 | 14                |                   |                   |  |
|  | Lucas Andersen    | Lucas Andersen    |                |                |                   | 14                |                   |                   |  |
|  | Angel Ochoa       | Angel Ochoa       | 0              |                |                   | Finalina 3º posto | Finalina 3º posto | Finalina 3º posto |  |
|  | Angel Ochoa       | Angel Ochoa       | 0              |                |                   |                   |                   |                   |  |
|  |                   |                   |                |                |                   |                   |                   |                   |  |
|  |                   |                   |                |                |                   | Boy Vogelzang     | Boy Vogelzang     | 14                |  |
|  |                   |                   |                |                |                   | Boy Vogelzang     | Boy Vogelzang     | 14                |  |
|  |                   |                   |                |                |                   | Angel Ochoa       | Angel Ochoa       | 0                 |  |